# DAY & NIGHT
『Day&Night』（デイ・アンド・ナイト）は、韓国の女性4人組の歌手グループ、KARAの6枚目のミニアルバム。

## 概要
2014年夏より4人体制として始動した、KARAの韓国カムバック盤となる通算6枚目のミニアルバム。タイトル曲は「Mamma Mia (맘마미아)」。2014年8月20日、DSPメディアからデジタル配信とCDで発売された。
- 「Mamma Mia（マンマミーア）」の曲中の振付は、ヒップホップ系の腕の振りをメインにした振付「ワッキングダンス」が取り入れられている。「ジャンピン」と「Jumping」と同様に日本語版、韓国語版では振付が変更された箇所が少しある。

## 収録曲
1. Live
2. Mamma Mia (맘마미아)
3. So Good
4. 멜랑꼴리 (24/7)  / メリーゴーランド (24/7)
5. 빨간불  / 赤信号
6. 이야기  / 物語
　作詞：パク・ギュリ、ハン・スンヨン、ク・ハラ 作曲、編曲：SEIO
3人それぞれの表現法で描いた歌詞、各自のボーカルを引き立たせたアコースティックなミディアム・バラード。

## 音楽番組チャート1位記録
| 日付          | 番組名            | 曲名      |
| ------------- | ----------------- | --------- |
| 2014年8月27日 | MBC Show!Champion | MAMMA MIA |